# Palio Città della Quercia
Le Palio Città della Quercia est une compétition internationale d'athlétisme se déroulant une fois par an fin août-début septembre au Stade de la Quercia de Rovereto, en Italie. C'est le plus ancien meeting italien. Il fait partie en 2011 du circuit européen de l'European Outdoor Premium Meetings. La 45e édition s'est déroulée en 2009 et la 50e édition se déroulera en 2015.